# 轉矩漣波
轉矩漣波是馬達在旋轉時，其輸出轉矩週期性變化的情形，依設計方式的不同，許多馬達都會有類似的情形。轉矩漣波的量測是在馬達完整旋轉一圈後．量測最大轉矩和最小轉矩之間的差，一般會用百分比顯示。
像磁卡轉矩就是轉矩漣波的一種，磁卡轉矩是因為定子繞組的少許不對稱，轉子的磁鐵或磁阻也不是軸對稱，因此造成轉子在不同位置時，有不同的磁阻。像磁阻馬達也會有轉矩漣波過大的問題。
轉矩漣波的問題可以透過仔細的設計馬達繞組分佈，或是用實時控制來產生繞組電力來減少。